# Mercedes Rico
María de las Mercedes Rico Carabias (Madrid, 21 de enero de 1945 - Madrid, 15 de junio de 2022) fue una diplomática española, la tercera tras el levantamiento en 1964 de la prohibición de acceso de las mujeres a las embajadas.

## Biografía
Hija de la periodista Josefina Carabias y hermana de Carmen Rico Godoy, provino de una familia de larga tradición progresista y republicana. Licenciada en Ciencias Políticas en París y en Ciencias Económicas en Madrid, ingresó en 1973 en la carrera diplomática. Estuvo destinada en las  representaciones diplomáticas españolas ante las Naciones Unidas y en Cuba. Fue directora general de Política Exterior para Iberoamérica, embajadora de España en Costa Rica, siendo entonces la primera mujer que ocupaba la titularidad de una embajada española. Fue después subdirectora general de la Oficina de Derechos Humanos y embajadora de España en la República Italiana. Entre 1994 y 1998 fue directora general de Política Exterior para Europa y América del Norte.
En 1998 fue nombrada representante permanente adjunta para Asuntos de Desarme en la Representación Permanente de España ante las Naciones Unidas y los Organismos  Internacionales con sede en Ginebra, y, posteriormente, inspectora general de servicios del Ministerio. Sobre el periodo de gobierno de José María Aznar, señaló que «muchos compañeros estaban desesperados» con la política exterior española, y que ese descontento aumentó mucho más con la guerra de Irak: «La fractura en el consenso en política exterior hirió a muchos en el ministerio, incluso a funcionarios que tenían menos adscripción ideológica [que yo]».
En 2002 se afilió al Partido Socialista Obrero Español. De 2004 a 2008 fue directora general de Asuntos Religiosos en el Ministerio de Justicia y desde 2008 a julio de 2011, embajadora de España en Irlanda, siendo sustituida por Javier Garrigues Flórez.
Su formación en periodismo y el interés por la danza, le permitió trabajar como crítica de danza para el diario El País durante algunos años en la década de 1980.
Falleció el 15 de junio de 2022 en Madrid a los setenta y siete años.